# Franc-maçonnerie en Grande-Bretagne
La franc-maçonnerie moderne, dite parfois « spéculative » par opposition à la maçonnerie de métier, dite « corporative » ou « opérative », est née en Grande-Bretagne, plus précisément en Écosse et en Angleterre, avant de s'étendre très rapidement, au début du XVIIIe siècle, à toute l'Europe puis, principalement par l'intermédiaire des colonies européennes, à l'ensemble du monde.

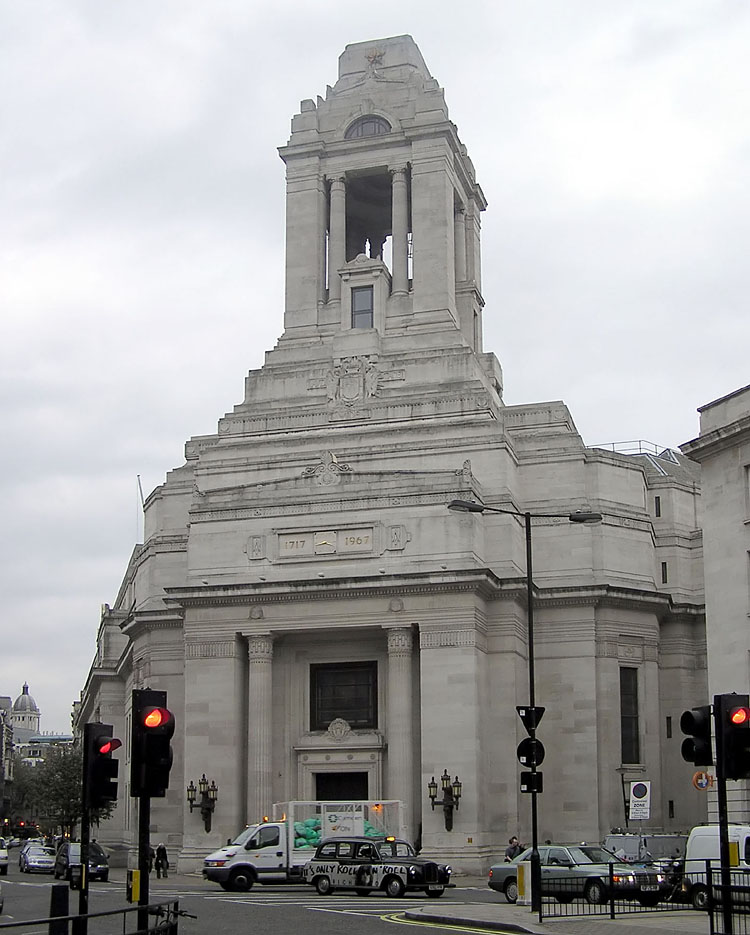
L'immeuble Freemasons’ Hall dans Great Queen Street, Londres, Angleterre.

## Histoire

### Les origines
Les confréries sont nombreuses, à la fin du Moyen Âge, à travers l'Europe. Elles veillent au respect des « Devoirs » des différents métiers. Le célèbre manuscrit Régius, qui date de la fin du XIVe siècle donne une bonne idée de ce que pouvait être la maçonnerie « opérative » de l'époque. Ces confréries sont cependant souvent mal vues par l'Église catholique romaine et surveillées de près par les pouvoirs royaux.
Progressivement, les loges opératives admettront parmi leurs membres quelques hommes importants, nobles ou membres du clergé, n'appartenant pas directement au métier. C'est ainsi que les loges écossaises, depuis 1439, avaient comme protecteurs héréditaires les seigneurs Saint-Clair de Rosslyn.
Au XVIe siècle, ceux-ci feront venir d'Italie, source de la Renaissance qui enthousiasme l'Europe, des maçons qu'ils réuniront aux maçons écossais, régénérant ainsi les vieilles confréries sous une forme proche de celle des académies italiennes, ce qui eut, dit-on, beaucoup de succès. Toutefois, les statuts de la loge « Mary's Chapel »  d'Édimbourg, promulgués en 1599 par William Schaw, maître des travaux du roi et surveillant général des maçons, montrent qu'on se situe toujours à cette époque dans le cadre de corporations de métiers.
En Angleterre, les loges évoluèrent de la même manière à partir de 1607, sous la protection de l'Écossais Jacques Stuart, devenu roi d'Écosse et d'Angleterre sous le nom de Jacques Ier en 1603, mais cette fois-ci le mouvement de modernisation alla beaucoup plus loin. En effet, la Renaissance avait alors porté ses fruits. Partout en Europe, la philosophie était enfin sortie du carcan scolastique. À Londres, en particulier, on se passionnait pour les sciences et les arts, pour l'alchimie (la chimie n'existait pas encore) comme pour la mécanique céleste, pour l'hermétisme comme pour la philosophie classique. À l'issue de terribles guerres de religions et de successions, à la fin du XVIIe siècle, avec entre autres la « Déclaration des droits » de 1689, l'esprit de réforme souffle sur les institutions britanniques, la Grande-Bretagne devient le phare de l'Europe.

### LeXVIIIesiècle

#### Fondation de la Grande Loge d'Angleterre, dite plus tard des «moderns»
Peu de temps après la création du Royaume de Grande-Bretagne (1707) et l'arrivée au pouvoir de la Maison de Hanovre (1714), à l'occasion de la Saint-Jean, à l'été 1717, quatre loges de Londres connues sous le nom des tavernes dans lesquelles elles se réunissaient, « At The Goose and Gridiron », « At the Crown », « At the Apple Tree » et « At the Rummer and Grapes » constituent la première obédience maçonnique de l'histoire, la « Grande Loge de Londres », dont le pasteur écossais James Anderson rédigera avec l'aide du pasteur d'origine française Jean Théophile Désaguliers les constitutions en 1723.
Les protestants sont nombreux dans cette nouvelle institution, dont les trois premiers grands-maîtres sont des roturiers, mais Désaguliers parvient à y attirer un grand nombre de membres de la Royal Society et à faire accepter la grande-maîtrise au duc de Montagu en 1721, puis au prince de Galles en 1737. L'obédience prendra rapidement le nom de « Grande Loge de Londres et de Westminster », puis de « Grande Loge d'Angleterre ». Son recrutement reste éclectique : à côté des aristocrates et des savants, on trouve aussi des artisans, des petits commerçants, des aubergistes. Ses membres encouragent le théâtre et rédigent des prologues et épilogues maçonniques pour certaines pièces, ainsi que de nombreuses chansons maçonniques. L'activité des loges est essentiellement tournée vers la convivialité, la sociabilité et le divertissement
La bulle papale de 1738 n'a presque aucun écho en pays anglican. Les premières divulgations du secret maçonnique, notamment l'ouvrage « Masonry dissected » de Samuel Prichard, sont plus remarquées, mais ne semblent pas non plus être à l'origine du léger repli de la Grande Loge d'Angleterre dans les années 1740, qui verra le nombre de ses loges passer de 189 en 1741 à 157 en 1748. Dans le même temps, la Grande Loge d'Angleterre feint d'ignorer la Grande Loge d'Irlande, tarde à reconnaître celle d'Écosse et refuse d'accepter dans ses rangs les immigrés venus de ces pays, ce qui aboutira en 1751 à la fondation de la grande loge concurrente, dite « des Anciens ». À la suite de cette crise, elle aura perdu 71 loges de plus en 1756. Elle y fait alors face en renforçant son élitisme, en développant ses loges à l'étranger, en interdisant les visites aux loges de l'obédience rivale et en entamant la construction du prestigieux « Freemasons' Hall ». Elle conserve également la tolérance religieuse de ses origines, se distinguant de sa rivale en ce qu'elle condamne l'athéisme tout en restant encore ouverte à toutes les religions.

#### La Grande Loge dite des «antients»
En 1751, apparaît une nouvelle grande loge en Angleterre, sous le nom de « Grand Lodge of Antients Masons ». Cette grande loge réunit des loges composées pour une grande part d'immigrés catholiques irlandais, ayant été initiés en Irlande et n'ayant pas été admis dans les loges plus aristocratiques de la Grande Loge d'Angleterre, qu'ils qualifieront du terme à leurs yeux péjoratifs de « Grande Loge des modernes ».
Soucieux d'établir leur légitimité, les anciens affirment être les héritiers de l'ancienne loge d'York et détenir des secrets maçonniques inconnus de leurs adversaires auxquels ils reprochent d'avoir déchristianisé les rituels. Ils introduiront notamment dans leur rite la pratique du degré de l'« Arche royale » (Royal Arch), inconnu des modernes.
Le principal animateur de cette grande loge est Laurence Dermott. De son poste de « Grand Secrétaire », il parviendra à convaincre quelques aristocrates d'accepter de se succéder à la grande maîtrise de son obédience, notamment le comte de Blessington, ancien Grand-maître d'Irlande. Il publiera sous le nom de Ahiman Rezon des constitutions différentes des Constitutions d'Anderson, en s'inspirant des statuts de la Grande Loge d'Irlande. Il développera en particulier le comité de charité de son obédience, dont l'action était probablement rendue plus nécessaire par la plus grande précarité sociale de ses membres.
La Grande Loge des anciens, moins élitiste que sa rivale, se développe rapidement: De six loges en 1751, elle passe à trente-six en 1954 et 180 en 1793. Elle noue également des relations avec la Grande Loge d'Irlande et la Grande Loge d'Écosse, ce que la Grande Loge d'Angleterre n'avait pas voulu faire. C'est ainsi que deux ducs d'Atholl seront à la fois grands-maîtres de la Grande Loge d'Écosse et de celle des Anciens.

#### Les hauts grades
Contrairement à ce qui se passe à l'époque sur le continent, il ne semble pas que les systèmes de « hauts-grades » aient connu un grand succès en Grande-Bretagne, à l'exception notable toutefois du degré de « l’Arche Royale » ainsi que d'un degré complémentaire dit de « Mark Master Mason » qui restera principalement anglo-saxon. À titre d'exemple le Suprême Conseil pour l'Angleterre, le pays de Galles et les territoires éloignés ne compte que 27 000 membres, sur les 300 000 francs-maçons de la Grande Loge Unie d'Angleterre.

#### Évolutions à la fin du siècle
Dans la seconde moitié du XVIIIe siècle, les querelles entre les Ancients et les Moderns s'affaiblirent progressivement. Dans le même temps, l'Empire britannique obtient la maîtrise du Canada et des Indes (1763), mais perd les États-Unis (1775-1783) dans une guerre d'indépendance soutenue par la France. Il commence à coloniser l'Australie au moment où débute la Révolution française dont les conséquences embraseront tout le continent européen.

### LeXIXesiècle

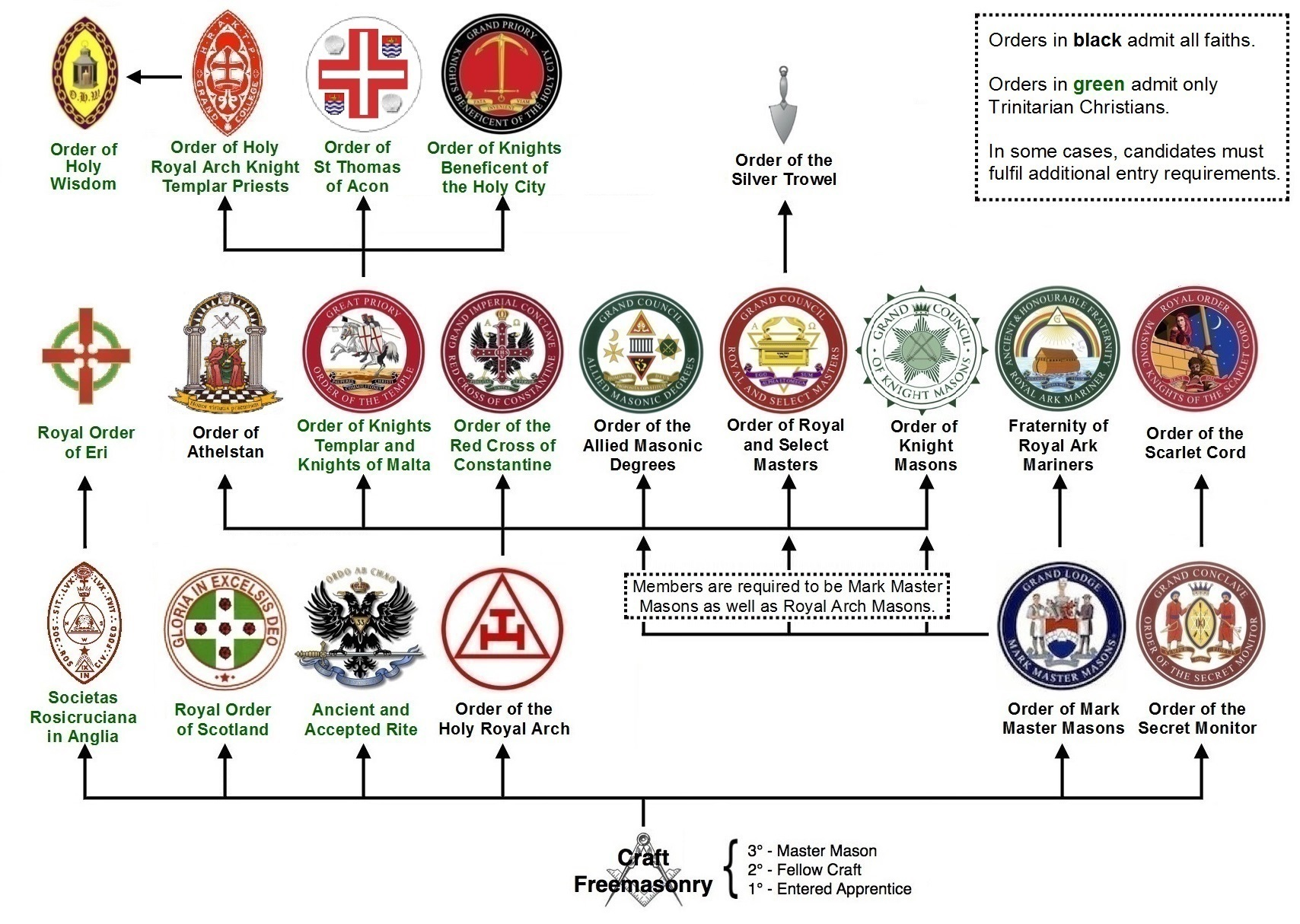
Progression des masonic bodies en Angleterre et au Pays de Galles

Au tout début du XIXe siècle, l'Angleterre fait face à l'Empire napoléonien et à la révolte irlandaise en partie influencée par les révolutions françaises et américaines. En 1800, le gouvernement britannique proclame l'Union de l'Irlande et de l'Angleterre. En 1813, l'Empire continental de Napoléon Ier est vaincu. Le Royaume-Uni devient, pour plus d'un siècle, la première puissance mondiale.
C'est dans ce contexte que la franc-maçonnerie anglaise s'unifie elle aussi en 1813 au sein de l'United Grand Lodge of England au terme d'un traité d'Union qui, par une sorte de compromis, remplaça le déisme naturel d'Anderson et l'exigence de christianisme des Ancients par une référence à l'obligation de la croyance en un théisme personnel. En ce qui concerne les rituels pratiqués, ils furent rapidement harmonisés autour de ce qui devint le Rite émulation qui est aujourd'hui le rite le plus pratiqué au Royaume-Uni.
Devenue une institution unifiée dans un Empire britannique remarquablement puissant et stable, naturellement indifférente aux condamnations antimaçonniques de l'Église catholique qui se multiplient sur le continent, soutenue et protégée par la famille royale, la Franc-maçonnerie anglaise connaîtra au cours du XIXe siècle et du XXe siècle une croissance inégalée dans le reste de l'Europe et deviendra une institution quasi-officielle et assez conservatrice au Royaume-Uni et dans les pays issus de l'Empire britannique.
D'une manière assez proche, la maçonnerie écossaise s'était unifiée en 1807 au sein de la Grande Loge d'Écosse. Les catholiques y étaient par ailleurs devenus peu nombreux du fait des interdictions papales. Il convient de remarquer, au sujet de l'Écosse, qu'elle ne fut pas à l'origine des  « Rites Ecossais » ( « Rectifié » ou « Ancien et Accepté »), qui sont nés de synthèses de grades d'origines essentiellement françaises et allemandes. L'influence de la franc-maçonnerie anglaise fut telle que la Grande Loge unie d'Angleterre est, aujourd'hui encore, considérée comme la Grande Loge mère de toute la franc-maçonnerie par la plupart des obédiences du monde.

### LeXXesiècle

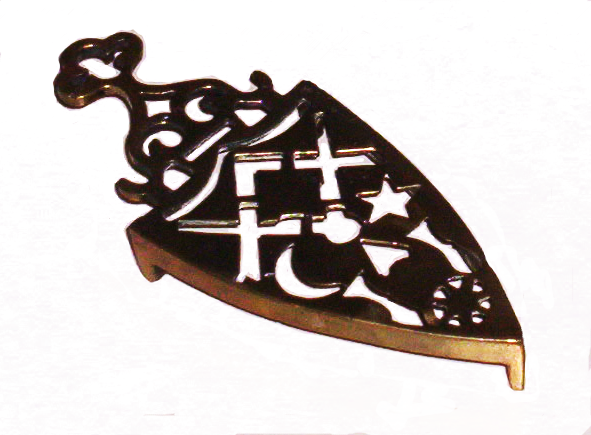
Support de fer à repasser au décor maçonnique, Angleterre, début XXe siècle.

#### Émergence de la franc-maçonnerie mixte et féminine
En 1902 eut lieu la fondation de la première loge spéculative mixte en Angleterre au sein de l'Ordre maçonnique mixte international « le Droit humain ». Établie à Londres sous la direction d'Annie Besant, théosophe initiée quelques années plus tôt au Droit humain à Paris. Le courant mixte connut une rapide progression, Annie Besant communiquant son enthousiasme pour la franc-maçonnerie mixte à ses proches. Ce qui allait devenir la Fédération Britannique de l'ordre développa très tôt un working propre du rite anglais : le « Lauderdale ». Ce rite, essentiellement pratiqué dans les pays anglo-saxons, est très voisin du rite Émulation, quoique plus dense, et intègre des éléments de la franc-maçonnerie continentale.
En 1908 un groupe de frères et de sœurs du Droit humain en désaccord avec leur obédience (notamment les prises de positions sur la laïcité), et souhaitant s'affranchir de la tutelle française, créèrent « The Honorable Fraternity of Antient Masonry », (H.F.A.M). Mixte à sa création, cette obédience connut une première scission en 1913 avec la création d'une obédience féminine « The Honorable Fraternity of Ancient Freemasonry », (H.F.A.F). Cette dernière autour des années 1920, prit la décision de ne plus initier d'hommes et de restreindre leur accès aux temples. Rejoint en cela en 1935 par l'H.F.A.M qui devint un ordre maçonnique exclusivement féminin à son tour, n'autorisant pas les visites masculines et qui fut rebaptisé  en 1958, en  « The Order of Women Freemasons », (O.W.F), pour éviter toutes confusions avec l'H.F.A.F.

#### GLUA: à la recherche d'un leadership mondial
Du côté de la maçonnerie masculine, dans le contexte de la décolonisation qui aboutira à la constitution du Commonwealth, en 1931, autour de la Couronne britannique, la Grande Loge unie d'Angleterre promulgue en 1929 des « Principes de base » (Basic Principles) pour la reconnaissance par elle des différentes grandes loges de la planète et constitue ainsi autour d'elle un grand ensemble de grandes loges qui s'appuient sur son autorité morale.

## Situation contemporaine

### Franc-maçonnerie masculine
Dans le dernier tiers du XXe siècle, la Grande Loge Unie d'Angleterre a vu l'effectif de ses membres diminuer d'environ 3/4. Après avoir pendant un demi-siècle refusé toute communication avec les médias et subit plusieurs campagnes de dénigrement, elle a décidé de modifier sa politique de communication et ouvert un site web.En 2006, La G.L.U.A revendique 300 000 membres, regroupés dans 7 700 loges.
Confrontée à un vieillissement de ses effectifs, et à la volonté de nombreux maçons non initiés en Grande-Bretagne de pratiquer d'autres rites que le Rite Émulation, la G.L.U.A doit également faire face depuis quelques années à la dissidence de deux nouvelles Obédiences. 
- La Regular Grand Lodge of England, fondée par des maçons américains et d'Afrique anglophone.
- La Grand Lodge of All England[10], créée par un groupe de maçons anglais dissidents qui se développent à Londres et dans le reste de l'Angleterre depuis 2005. Ces développements restent toutefois très anecdotiques dans un environnement maçonnique largement dominé par la GLUA.

La Grande Loge d’Écosse quant à elle revendique plus de 1 000 loges installées non seulement en Écosse, mais également dans 44 autres pays, dont de nombreuses anciennes colonies britanniques.

### Franc-maçonnerie mixte
Avec plus de 2 000 membres ou visiteurs permanents Human Rights (Droit humain-Uk) reste de loin l'obédience mixte la plus représentative en Grande-Bretagne. Cette obédience bénéficie notamment du flux important des francs-maçons initiés par le Droit humain en Afrique, en Australie, aux États-Unis et en Europe continentale. En 2001, comme dans d'autres pays anglo-saxons, la franc-maçonnerie mixte essentiellement représentée par le Human Rights  a connu un schisme à la suite de la création de la Grand Lodge of Freemasonry for Men and Women (GLF4M&W).

### Franc-maçonnerie féminine
Aujourd'hui forte de plus de 10 000 sœurs réparties entre deux obédiences (dont près de 6 000 à l'OWF), la franc-maçonnerie féminine anglaise a véritablement pris son envol.
L'O.W.F, la plus importante avec près de 300 loges, s'est aussi développée en Australie, au Canada, en Afrique du Sud, en Espagne et au Zimbabwe, portant le nombre de sœurs affiliés à travers le monde à 7200.
Considérée par la GLUA depuis 1999 comme ayant des réunions respectant la « régularité », la franc-maçonnerie féminine anglaise se refuse à entretenir des liens avec les obédiences féminines à l'international dans la mesure où ces dernières acceptent les visites masculines en loge.

## Loges étrangères en Grande-Bretagne
De nombreuses obédiences non anglaises sont présentes en Grande-Bretagne pour différentes raisons (approche différente, langue, absence d'accords avec la GLUA, rites différents...) À ce titre la loge Marco Polo de la Grande Loge d'Italie est présente depuis plusieurs décennies. Mixte, ses travaux sont en anglais.
Deux des principales obédiences françaises, le Grand Orient de France et la Grande Loge de France, également présentes, ont des loges travaillant en français, et réunissent des frères de la nombreuse communauté francophone de Londres (belges, canadiens, français, suisses, Afrique francophone)
- La Loge Hiram, No 2020"[18] du GOdF pratique le Rite français dit « Groussier », et se concentre sur des sujets symboliques, philosophiques et sociétaux.
- La Loge The White Swan Lodge, No 1348 [19] de la Grande Loge de France[20] pratique le Rite écossais ancien et accepté en français et se concentre sur des sujets spirituels et philosophiques.

Sur un mode d'expression très peu usité par la franc-maçonnerie britannique, ces deux loges organisent régulièrement des conférences publiques à Londres en français ou en anglais sur leurs thèmes phares:
- Pour le GODF l'accent est particulièrement mis sur des sujets de société [21]
- Pour la GLDF les conférences sont plus orientées sur des thèmes de philosophie, de symbolisme et de spiritualité [22],[23]

Ces deux loges sont également fondatrices de la « journée des francs-maçons francophones à l'Orient de Londres »  qui est organisée chaque année au mois de janvier.
En juillet 2010 le GODF a fondé une nouvelle loge anglophone au Rite français« Lodge Freedom of Conscience » et mixte. 
Enfin en mars 2018 la GLTSO  également créé une nouvelle loge sur Londres pratiquant le Rite Français traditionnel.